# Cineteca
Una cineteca è una collezione ordinata di materiali filmografici. In alcuni casi può essere integrata da supporti audiovisivi moderni di facile consultazione.
Il termine può riguardare una collezione privata personale, ma più spesso viene utilizzato per una estesa collezione fondata e mantenuta da un ente locale (municipio, regioni, università, musei, biblioteche) o da una istituzione e che viene condivisa da un gruppo di persone che singolarmente non sono in grado di affrontare l'acquisizione del materiale cinematografico. Tuttavia, con lo sviluppo di nuovi mezzi per la registrazione delle informazioni diversi dai libri e con le raccolte di questi oggetti, molte cineteche ora sono anche dei depositi e/o dei punti di accesso bibliotecari: volumi rari e recenti, stampe e riviste d'epoca o in corso; altri artefatti: microfilm, microfiche, nastri audio, CD, LP (riferibili a colonne sonore), Betamax, VHS e DVD, e provvedono postazioni per il pubblico deputate alla visione individuale dei materiali cinematografici.

## Nascita delle cineteche
I primi nuclei delle moderne cineteche sono depositi e collezioni private di registi, produttori, attori, in seguito donati a istituzioni pubbliche e private, quando nel secondo dopoguerra nasce, a livello mondiale, l'esigenza di creare archivi conservativi e di consultazione atta a maturare una conoscenza storica del cinema (invisa alla storiografia ufficiale che solo negli ultimi trent'anni ha scoperto le potenzialità di testimonianza insita nel cinematografo). Nascono attorno agli anni quaranta le cineteche nazionali che iniziano a unirsi a livello planetario in un'associazione chiamata Federazione internazionale degli archivi filmografici.